# Wólki (kolonia)
Wólki – kolonia w Polsce położona w województwie łódzkim, w powiecie poddębickim, w gminie Wartkowice.
W latach 1975–1998 miejscowość administracyjnie należała do województwa sieradzkiego.